# Old Firehand (film)
Film Old Firehand je předposledním filmem ze západoněmecké produkce westernů o Vinnetouovi z 60. let. režii měl Alfred Vohrer, scénář napsal Harald G. Petersson.

## Produkce
Producent Horst Wendlandt si chtěl pospíšit s výrobou Mayovek, a tak se rozhodl, že začlení do série o Vinetouvi jeho přítele Old Firehanda. Z původního nápadu, že se spojí Old Shatterhanda, Old Firehanda a Old Surehanda, sešlo.
Najal dva scenáristy, ale ani jeden scénář se mu nezdál, a tak získal práva na film Hřmění na hranicích (Thunder at the Border), který se už vydal jako knižní román. Scénář upravil, aby se v něm objevil jak Vinnetou, tak jeho sestra Nšo-či.
Producent se rozhodl, že v roli Old Firehanda musí být zkušený herec z Ameriky, po několika jednáních se nakonec dohodl 56letým Rodem Cameronem, který v té době sháněl herecké zkušenosti v Evropě. Další herec, který připadal k úvaze byl i třeba Robert Preston.
Jako i v předchozích dílech, tak se objevili i herci (camea) z předchozích dílů, a tak například Rik Battaglia hrál kladnou postavu.
Během natáčení strávil filmový štáb celou dobu ve Splitu v hotelu Marijan, odkud vyjížděl na herecké štace. Objevilo se několik míst z předchozích dílů. Například místo, kde zemřel Hbitý Panter (film Vinnetou – Poslední výstřel).
Filmování začalo 15. srpna 1966 a bylo ukončeno 20. října 1966 – trvalo 66 dní.
Příběhem (mezi filmy série Vinnetou) lze snímek Old Firehand časově zařadit jako první, Vinnetou, Nšo-či i jejich otec Inču-čuna stále žijí.
Vinnetua zde nebylo tolik, a také proto byl film neúspěšný, proto se do televize a na VHS dostal až v roce 1993, v ČR se objevil až na VHS 1993 s porevolučním dabingem.